# 战争前线
《战争前线》是由德国Crytek公司研发的一款第一人称射击游戏。游戏使用Crytek自有的CryENGINE 3引擎，拥有五种特色鲜明的职业、PVE合作通关模式和PVP多人对战模式并存以及DIY枪械改造系统。在中国大陆由腾讯公司运营，在俄罗斯由Mail.ru运营，在韩国由Nexon运营，在越南由goPlay运营，在巴西由Level Up! Games运营，土耳其地区由Crytek运营，在欧洲和北美地區由My.com (Mail.ru旗下子公司)營運，Xbox 360版本由Microsoft Studios运营，在泰国由NETPLAY运营。目前越南地区、泰国地区、中国大陆地区、韩国地区以及Xbox 360版本已停运。中国地区版本已于2017年由炎色娱乐重开，但并未得到Crytek正式授权，实为私服运营。My.com已表明有意向在中国与亚洲地区开设官方服务器并对游戏再进行简体中文化，且在欧美服务器拥有账号的亚洲地区玩家可以将其数据转移至中国亚洲服务器。官方已确认服务器架设在香港。。
2019年2月6日，开发本作的Crytek基辅工作室宣布从Crytek独立并更名为Blackwood Games，本作后续开发及更新将由Blackwood Games接手，至此本作品将不再属于Crytek旗下之作品。而同日，土耳其服务器发布停服公告，土耳其服务器代理权将转移至由My.com (Mail.ru旗下子公司)。

## 发行历史
- 2020年，虫群(SWARM)版本
- 2017年7月13日，欧美服务器亚洲节点以及汉化上线
- 2015年6月18日，中国大陆停止运营[9]。
- 2014年8月27日，东征攻略版本
- 2014年7月9日，巨龙猎场版本
- 2014年6月4日，天路远征版本
- 2014年4月29日，云台突袭版本
- 2014年3月26日，双桥镇版本
- 2014年2月26日，战火重燃版本
- 2014年1月15日，中国年版本
- 2013年12月3日，女子特战队Ⅱ版本
- 2013年9月26日，女子特战队版本
- 2013年8月28日，亚洲战区版本
- 2013年7月25日，黑鲨行动版本
- 2013年6月28日，核弹危机版本
- 2013年5月23日，烈火战车版本
- 2013年4月26日，巨兽之怒版本
- 2013年3月28日，未来战士版本
- 2013年1月25日，不限号天幕版本
- 2012年11月30日，不删档版本

## 职业
- 步枪手（Soldier）
- 医疗兵（Medic）
- 工程兵（Engineer）
- 狙击手（Sniper）
- 机器人（SED）

## 模式

### 合作通关（PVE）
在合作通关模式中，战争中会以难度不同，区分为训练任务，新手任务，普通任务，专家任务，以及生存模式。每日任务、挑战任务为每24小时更新。每个任务包括不同的地点，而不同的领域都有一个特定的目标，如阿富汗战区:护送坦克车、摧毁机器人等，亚洲战区:巨龙猎场，南海保镖等。在运往前线战区时，指挥官会告诉你需要做什么。当完成任务时，将会有直升机带领撤离该地，前往下一个任务地点。合作通关限制了最多5个玩家同时参与游戏，在大厅模式时可以选择组队匹配或者开启加密房间。不同难度进入游戏所需要的最少玩家数随关卡难度变化而变化，训练难度与新手难度至少需要3个玩家，普通难度至少需要4个玩家，而专家难度与生存模式则需要所有5个玩家准备才可进入游戏。

### 多人对战（PVP）
多人对战有多种模式，每个模式都有各自不同的规则与胜利条件。
- 空袭模式：两个队伍通过占领指挥所、呼叫空袭来增加分数，分数率先达到1000的队伍为获胜方。 胜利条件： 1.当团队占领地图上的指挥所、呼叫空袭成功，该团队分数会增加。当分数达到1000时，则该队胜利； 2.如果双方均未能在10分钟内占领指挥所，则为平局。
- 占领模式：防守方在该地点有三个指挥所，他们的目标是保护指挥所。一旦指挥所失守，防守方必须撤退到下一个指挥所，并保护它。攻击方的目标是夺取这三个指挥所。回合持续时间为15分钟。当时间耗尽或所有指挥所被占领时，双方互换阵营。
- 爆破模式：该模式有两支队伍：攻击方与防守方。攻击方捡起炸弹，将其安装到敌军的一个爆破点上，激活计时器，确保炸弹能够在防守方拆掉前爆炸。而防守方要在游戏时间内阻止炸弹爆破。
- 团队竞技：尽你所能多杀敌，获得最多杀敌数的一队为获胜方。当一对达到杀敌数限制的时候或当时间耗尽时，则本回合结束。
- 个人竞技：该模式中没有队友，其他玩家均为敌人。消灭所有人，获得最多的点数，达到指定杀敌数或时间耗尽时，游戏结束。
- 夺取模式：该模式分为两方——攻方和守方，攻方需要潜入到守方阵营夺取核弹并安全返回，如果返回的途中被击杀，守方可以将核弹再带回守方阵营。在指定时间中如果攻方将核弹成功带回安全区域，则攻方该回合获胜，反之，守方获胜，指定回合内获胜次数最多的一方获得最终胜利。
- 征服模式：该模式基本规则与占领模式基本相同，但没有攻守方之分，双方需要通过占领地图上的中立据点或者击杀敌人来增加制胜点，据点被占领后另一方必须尽全力夺回，据点占领较多的一方的制胜点会随着时间推移而增加，队员被击杀重生时会增加对方制胜点，制胜点率先达到上限或者时间结束时制胜点较高的的一方则胜出。
- 猎杀模式：该模式基本规则与个人竞技模式基本相同，击杀敌方玩家后会掉落狗牌，玩家需要尽可能多的击杀敌人以及获得狗牌。当某个人达到指定狗牌收集数或者时间耗尽时，游戏结束。
- 闪击模式：该模式基本规则与爆破模式基本相同，攻击方需要在限定时间内拆除放置在防守方基地的一枚炸弹，防守方需要在限定时间内保护炸弹至成功引爆。当任何一方达成胜利条件或全歼对手时，该方胜出。累计进行5场后，攻守互换。
- 笑到最后：基本规则与个人竞技相同，但是加入大逃杀规则，所有玩家开始以仅携带近战武器的状态随机出生在地图任意位置，在地图上搜集武器并尽自己所能杀死所有玩家，地图上将不定时出现空投物资，并且禁区范围会随时间推移而缩小，在禁区内部的玩家将会持续受到伤害直至死亡。本模式与其他模式不同之处在于，玩家被杀死后无法复活但可以随时退出房间不会受到任何惩罚且仍可获得结算奖励，结算奖励将会在一局游戏结束后直接发送到玩家账号，不管玩家死亡后是否中途退出。